# Charles de Saxe-Meiningen
Auguste Frédéric Charles Guillaume né le 19 novembre 1754 à Francfort-sur-le-Main, décède le 21 juillet 1782 à Sonneberg est duc de Saxe-Meiningen de 1763 à sa mort.
Il est le fils du duc Antoine-Ulrich de Saxe-Meiningen et de son épouse Charlotte-Amélie de Hesse-Philippsthal. Sa mère occupe le rôle de régente de duché au début du règne de Charles, qui n'a que neuf ans à la mort de son père.
Le 5 juin 1780, Charles épouse Louise de Stolberg-Gedern. Ils n'ont pas d'enfants. À sa mort, son frère cadet Georges Ier de Saxe-Meiningen lui succède.